# 保健室の死神
『保健室の死神』（ほけんしつのしにがみ）は、藍本松による日本の漫画作品。『週刊少年ジャンプ』（集英社）にて2009年42号から2011年29号まで連載された。2011年8月現在累計発行部数は80万部を記録している。

## 概要
藍本の『ジャンプ』連載2作目となる作品で、前作『MUDDY』は異世界を舞台としていたが本作は現代日本の学校を舞台としている。
当初はサスペンスホラー漫画的な要素が強かったが、途中から学園漫画らしいコメディやお色気の要素も多くなり、単行本の帯にて「学園ホラーコメディ」と銘打たれている。また、オマージュ的表現やメタフィクション的なギャグも使用される。
基本的に一話完結となっているが、時折シリアスな内容の長編が出てくることもある。後者は主にストーリーや設定の根幹に関わるエピソードが多い。話数カウントは「第○診」。
2011年、第2回ブクログ大賞マンガ部門大賞を受賞。

## ストーリー
常伏中学校の養護教諭として新しく赴任してきたハデス先生は、まるでホラー映画から抜け出してきたかのような怖い顔をしている。アシタバはある不可思議な事件に巻き込まれ、ハデス先生に助けられた。彼は「病魔」を消滅させる力を持っていたのだ。

## 登場人物
声の項はVOMIC版のもの。

### 常伏中学校

#### 保健室
派出須 逸人（はです いつひと）
声 - 前野智昭
本編の主人公。26歳。誕生日は12月31日。常伏中学校新任の養護教諭。通称「ハデス先生」。白髪で眉毛がほとんどなく、目の周囲から頬にかけての皮膚に常にひび割れが入ったおぞましい顔立ちをしている。心優しい性格で、保健室を「誰でも気軽に利用できる癒しの空間」にするのが目標と宣言しており、生徒たちと親密になる為、いかなる時も（過剰なまでの）気遣いを怠らないが、その容姿と予想外の行動のために恐がられてしまい上手くいかないことが多い。学校行事の際には「移動保健室」を行っているが、その度に美徳などに見つかって怒られている。また薬品の調合なども行うが、得意かどうかは不明。保健マニアである。容貌のせいで他人に避けられることが多かったためか、食事に誘われるなど友好的な態度を示されると異常なまでに感動・緊張してしまう。一方で女性からのアプローチに対しても鈍感。生徒に対する教育方針は限りなく甘く「アメ10割」。好きな食べ物は特になく、そもそも食に対する関心が極端に薄く、普通なら顔をしかめるような味の食べ物も平然と平らげてしまう。
病魔「冷血」を体内に宿す罹人であり、病魔を喰らう力を宿している。白髪・皮膚のひび割れもこの病魔の作用によるもので、それ以外にも病魔の力の影響を受けにくいなどの特殊な体質を有している。病魔を前にすると皮膚のひび割れが広がり、こうなると逸人自身にも止めることができなくなる。病魔を喰らった直後や感情が高ぶった際には、皮膚のひび割れがなくなったり、黒髪に戻る。病魔を倒した際「咀嚼完了」と告げる。この力を利用して病魔に罹っている人々を助けるために奔走している。その自己犠牲的なやり方は彼の事情を知る者からは危ぶまれているが、逸人自身は考えを改めるつもりはない。
「冷血」を宿す前はイジメを含む理不尽なことを嫌う直情的な正義漢だったが、荊兄弟の劣悪な関係を解消できなかったことから失望し、そこを「冷血」につけこまれ罹人となった。「SICKs」事件後は「冷血」との間に信頼関係が生まれ、完全に腐れ縁の仲となっている。五年後の最終診でも変わらず、一部の生徒には怖がられているものの、病魔から生徒を守るために戦い続けている。
明日葉 郁（あしたば いく）
声 - 三瓶由布子
常伏中学2年生。A組所属。通称「アシタバ（君、さん）」。気弱で少々神経質な性格。いわゆる草食系で、周囲から「地味メン」と言われており、美作には「草」と称されることもある。しっかり者かつ頼まれたらNOとは言えないお人好しではあるせいで、トラブルによく巻き込まれてしまう。あまり目立たないが実は頭脳明晰で、物事の微妙な変化に気付ける深い洞察力と何事も良く考えてから行動する思慮深さを持つ。
逸人と関わり病魔の存在を知ることになる。学校では第1診の一件以来、麓介・蓮太郎とよく行動を共にしており、休み時間や放課後はよく彼らと共に保健室を訪れている。また、第二診以降は真哉とも仲良くなっている。変わり者が多い保健室に出入りする人物たちの中では平均的な常識人で、レギュラーキャラの中では唯一病魔に罹っていない。
藤 麓介（ふじ ろくすけ）
声 - 金野潤
常伏中学2年生。A組所属。得意科目は理数系。苦手科目は美術などの芸術系。運動神経も良い。女生徒に人気のイケメンだが、本人はまったく意識していない。人並み外れて面倒くさがりで授業にもろくに出ない怠け者な性格だが、ほとんどの生徒達から恐れられている逸人に全く怖気づくことがなく、保健室にも平気で出入りするなど神経は太い。寝ていることが多く、保健室には既に彼専用のスペースができてしまっている。郁とは第1診で彼を助けて以来親しくなり、よく一緒に行動している。蓮太郎と下校が一緒になることが多い。複雑な家庭の事情に起因するストレスで「怠惰」に罹るが、兄の山蔵と逸人の活躍により助けられた。以降、家族との確執はそれなりに軟化した模様。
美作 蓮太郎（みまさか れんたろう）
声 - 中田隼人
常伏中学2年生。A組所属。口が悪く高圧的な態度をとることもあるが、包容力があり面倒見が良く友達想いの優しい一面も持つ。またイケてない男子には優しい。試験前は暦に勉強を見てもらっており、成績は中の下程度を維持している。女好きのフェミニストだが、肥満気味な体型とがさつな性格もあって、麓介とは対照的に女生徒に疎んじられている。
その麓介への嫉妬心を病魔「自己愛」につけ込まれ、美少年化して女生徒たちの精気を奪い取っていたところを、逸人に助けられる。その後の経緯を経て郁、麓介、真哉とも仲良くなり、共に行動するようになった。
鏑木 真哉（かぶらぎ まや）
声 - 真堂圭
常伏中学2年生。B組所属。通称は名前を音読みして「シンヤ」。黒髪をストレートロングに伸ばした、スタイル抜群の美少女で、スカートの下にスパッツをはいている。さっぱりとした素直な性格。背の高さや喧嘩の強さ、不器用さなど自身の「女の子らしくない部分」にコンプレックスを抱いている。逸人が赴任した後に転校してきたが、人を見る目に優れており当初から逸人に対して全く恐怖心を抱かなかった。
小学生時代はボーイッシュな容姿で血気盛んであり、空手をやっていたこともあり男子とケンカをすることが多かったが、好きな男子が「男っぽい女は嫌」と言っているのを聞いて女らしくなろうと決意。そのことが災いし、病魔「挑発」に罹っていたが、逸人によって救われる。その後、逸人に恋愛感情を抱くようになり郁たちとも仲良くなった。逸人のことをよく知ろうと持ち前の行動力で郁を巻き込みよく逸人を尾行する。
空手は現在も続けておりその実力は健在。自分に危害を加えるものを反射的に倒してしまう癖がついており、投げつけられた物はなんでも粉砕してしまう。「返し刃」の異名を持つ喧嘩の達人で、喧嘩を挑んできた相手を何度も返り討ちにして隣地区の不良を壊滅させてもいる。また「返し刃」のもう一つの由来は、本人の意に沿わず喧嘩で倒してしまった相手をその場で労わるギャップにもあり、喧嘩相手の男性が真哉に惚れてしまう現象を指す。

#### 生徒
本好 暦（もとよし こよみ）
常伏中学2年生。A組所属。蓮太郎の友達で人見知りが激しい内向的な性格の少年。蓮太郎を異常なほどに尊敬しており、蓮太郎と親しくなり、自身の知らない秘密を共有した郁に嫉妬し、病魔「鬼女」に罹る。「鬼女」事件以降、郁らとの交友関係が生まれたが、現在も蓮太郎と郁、蓮太郎に興味を持ってくれる人（逸人や郁、真哉など）以外の人間に対しては素っ気なく、特に性欲旺盛な貢広やずぼらな麓介を好ましく思っていない。病弱の半面、学年首席の秀才で、テスト前などは逆に蓮太郎に頼りにされている。また様々な発明や研究を行っている。
花巻 美玖（はなまき みく）
常伏中学2年生。A組所属。極度のあがり症でいつも赤面している。極めて消極的で、他人と上手く会話する為に台本代わりのノートを持ち歩いている。失敗するとトイレの個室に籠って大声で自虐する癖（通称・A組花巻の雄叫び）がある。何事にも物怖じせず言いたいことをはっきり言う麓介に憧れているが、なかなか打ち明けることができないでいる。麓介に借りた消しゴムを返すきっかけが掴めず煩悶していた所を病魔「臆病」に罹った。成績は良くルックスも可愛らしいが、目立たないために異性からあまり意識されていない。得意な科目は美術。クラスメートの女子からは「花ちゃん」と呼ばれ、「運命」事件で、メール友達になったアイドルグループ「AKY108」の後前田熱子には「花マッキー」と呼ばれている。林間学校では麓介とペアになるが、緊張でパニックになってしまいことごとく失敗している。
妹尾 龍黄（せのお りゅうき）
常伏中学1年生。B組所属。喧嘩っ早いがきっちりした一面もある少年。5人姉弟の末っ子で、怠惰な生活を送る姉たちに手を焼いているため、極度の女嫌いになってしまっている。 元は比良坂学園中学校の生徒で、真哉に倒された先輩達の汚名を雪ぐため、常伏中に乗り込んでくるが、真哉が女だと知り、女性への憎しみが倍増、病魔「禁欲」に罹る。「禁欲」事件を経て真哉に惚れ込み、常伏中に転入する（その時に真哉の弟の刀哉と出会い仲良くなる）。逸人を「アニキ」、真哉を「姐さん」、郁を「兄さん」と呼び慕っている一方、蓮太郎は「デブ」、麓介を「ハゲ」、暦を「モヤシ」と呼んでいる。
鏑木 刀哉（かぶらぎ とうや）
常伏中学1年生。B組所属。真哉の弟。歳の割にちゃっかりした一面がある。落ち着きのある冷静な性格だが、批判がましい面を持つ。幼少時はイジメられっ子で、常に真哉に気遣われながら育ったため、男としてのプライド、強くなって真哉をかばえる存在になりたいという想いを病魔「逃避」の作りだした「Wishing」につけ込まれた。「Wishing」事件以降も、強くなりたいという想いは健在だが、そのために病魔「男気」につけ込まれてしまうなど、なかなか思い通りにはなっていない。龍黄の姉、竜美を「憧れのお姉さん」と慕っており、逸人も「命の恩人」として素直に慕っている。五年後の最終診では、バイクに乗るヤンキーに変貌した。
安田 貢広（やすだ みつひろ）
常伏中学2年生。A組所属。蓮太郎の友達。アイドルオタクで『AKY108』の後前田熱子のファン。スケベな言動が多く「稀代のエロリスト」と称されたりする。「春酔」事件を経て、全校生徒に「変態」として認知される。病魔「覗見」「過保護」に罹り、「盲進」発生の原因でもあるが、いずれもスケベな性格が災いするなどし、散々な目に遭っている（通常、一人が複数の病魔に罹ることはまれである）。そのため、周囲からは「よっぽどコリないバカ（麓介談）」や「一緒にいるとヒヤヒヤして仕方ない（郁談）」など非難され、一周年を祝うセンターカラー「全員集合イラスト」において一人だけ「謹慎処分」を下された。主にお色気を中心とした話に登場することが多い。登下校時や休み時間などは蓮太郎が郁達と交流する前は蓮太郎・暦と一緒に行動していて、その後は1人でいるか、蓮太郎にくっついていることが多い。化学部に所属していて、いつか媚薬を作るのが夢らしい。
淀橋 貞夫（よどばし さだお）
常伏中学3年生。新聞部部長。人気者が大嫌いで、でっち上げのゴシップ記事で相手を徹底的にこき下ろすことを生きがいとしており、職員や部員からも敬遠されている。抗議を受けても法に訴えたり、より悪質な記事でバッシングするなど、卑怯でえげつない性格。「五月蝿」の力で逸人たちのゴシップ記事をでっち上げたため、麓介、真哉、龍黄の逆鱗に触れ叩きのめされるが、その後もあまり懲りていない模様で、三人を恨んでいる。
山田 可音（やまだ かのん）
常伏中学2年生。新聞部部員。丸眼鏡と三つ編みが特徴。基本的に貞夫の言うとおりに動くが、貞夫からは頭を叩かれるなど散々に扱われていて、陰ながら彼の悪口を言ったりしているが、むしろその最低さに対し好意をよせている。その従順さから「M田」と呼ばれることがあるが、本人は否定している。「過保護」事件では貞夫から麓介、真哉、龍黄の恥ずかしい写真を撮ってくるよう命じられ、女湯を覗こうとする安田と結託するが、彼が美徳らに見つかると青ざめた顔で素知らぬフリをしていた。
早坂 駈（はやさか かける）
常伏中学3年生。蓮太郎の先輩で友達。みのりに惚れていて、マラソン大会で一位になったら告白しようと決めていたが順位が振るわず、諦めかけていたところを「燃焼」に罹る。優勝をするが「燃焼」の効果で走り続け、町内を約5周した時点で逸人に病魔を退治してもらい帰還できた。
機本 真綿（はたもと まわた）
常伏中学3年生。手芸部部長。通称「ハタ先輩」。部員達からは「手芸部のファッションリーダー」と呼ばれているが、実際は裁縫が好きなだけでオシャレには疎く、着ている服も全て激安古着を改造したものである。オシャレとは何なのかがわからず、自分を偽って生きるのに苦しんでいたところを病魔「見栄」につけこまれ暴走したが、そのおかげで「本当のオシャレ」を理解する。「見栄」に罹って以来、その時の言動を友達にからかわれているらしい。逸人は「見栄」に罹った時の彼女が作った（傍目には悪趣味なセンスの）人形を前衛的と評価し、保健室に飾って大事にしている。
蜂谷 蜜味（はちや みつみ）
常伏中学2年生。B組所属。ツインテール髪の女生徒。真哉とは大の仲良しで、ちょくちょく悪戯をしかける。男勝りな口調が特徴。
蝶間林 薫子（ちょうまばやし かおるこ）
常伏中学2年生。A組所属。通称「テニス部に咲く一輪のバラ」。スポーツ万能な真哉をライバル視しており、そのライバル心とスポーツへの情熱からか病魔「闘魂」に罹る。スポーツに熱い情熱を抱いており、自らの投球に技名を付ける。「闘魂」によって幻影が付け加えられた際には他人の行動にまで勝手に技名を付けた。
軽部 俊輔（かるべ しゅんすけ）
常伏中学2年生。C組所属。サッカー部員。ファンの女の子を取られてしまったという理由で、真哉をライバル視している。人気投票の際、鳶岡に敗北したため、療治に相談に訪れた事もあった。
鳶岡 カイト（とびおか かいと）
常伏中学2年生。C組所属。バスケットボール部員。俊輔と同じ理由で真哉をライバル視している。バスケ部関連で「諦めたらそこで試合終了」と言いたかったが、薫子に言われてしまう。
宗方 伸（むなかた しん）
常伏中学2年生。B組所属。量の双子の兄。身長が低いのがコンプレックスで、身体検査がある度に憂鬱になるが、妹の量とは逆に、常に身長を伸ばす努力を怠らないなど意志が強い。
宗方 量（むなかた りょう）
常伏中学2年生。C組所属。伸の双子の妹。蓮太郎に劣らぬ太めの女子。体型のコンプレックスによって病魔「整形」に罹る。痩せたいとは思っているが、大食いで普段の生活態度からはその様子は微塵も感じられない。逸人を「顔は怖いが、優しい」と慕い、それを聞いた真哉はライバル心を抱いた。
日暮 ふるえ（ひぐれ ふるえ）
常伏中学2年生。B組所属。真哉と蜜味の友人。臆病でネガティブな思考のため、病魔「夢想」に罹る。一旦は逸人に咀嚼してもらうが、彼女自身の妄想がエスカレートしていき、再発する。そのため逸人の提案で、あらゆる状況を性欲に結び付ける貢広と行動を共にする。その後、貢広の影響を受けてポジティブな思考を手に入れるが、彼同様に異性とのシチュエーションを妄想するようになってしまった。
御手本 学（おてもと まなぶ）
常伏中学2年生。A組所属。クラス委員（蓮太郎らのせいで）。勉強に集中できずイライラするあまり、病魔「完璧主義」に罹る。蓮太郎曰く、「クラスでいけ好かない男（ヤロー）ランキング2位」（1位は麓介）。
花鶏 圭介（あとり けいすけ）
常伏中学1年生。刀哉と龍黄の友人。カチューシャをつけている。
間野 千尋（まの ちひろ）
常伏中学1年生。刀哉と龍黄の友人。
玉越 鶏太（たまごえ けいた）
常伏中学2年生。不良だが不良をやめたいと思っており、療治に相談するもネガティブ療法では解決されず、悶々としていた所を「破壊」に罹ってしまう。
淀橋 夢有（よどばし ムー）
五年後の常伏中学1年生。頼子たちと同じクラスメイトで、超常現象など噂話が大好き。逸人の秘密を探りたいばかりに、「虚言癖」に罹る。常夫、貞夫と同姓だが、関係は不明。

#### 教師
三途川 千歳（みとがわ ちとせ）
声 - 小寺麻未
常伏中学校長にして逸人の恩師。ゴシック・アンド・ロリータ風の格好をした小柄な女性。年齢不詳で素性には謎が多く、逸人曰く背格好は十年以上前から変わっていない。可憐な外見とは裏腹に、男勝りのさばけた性格をしており、口調も男性的。派手なデコレーションを施した愛車で、一般道路を時速100キロ近くで走行する豪快さや、病魔関連の事件を調査したり社会的に揉み消すことのできるコネクションを有する。また動物と会話することができる。生徒を病魔から守るため、逸人を常伏中学校の養護教諭へ推薦した。学生時代に病魔にとり憑かれた逸人にとっての数少ない理解者。「波動拳」を撃ちたいという野望を持っていたり、『週刊少年ジャンプ』を創刊号から愛読しているなど、漫画やゲームに造詣が深い。ウイッグ収集を趣味にしており、劇中の髪型は定まっていない。
教頭先生
常伏中学教頭。本名不明。眼鏡をかけた一見、硬そうな中年男性。常識的で真面目な人。逸人を怖がることなく、普通に接することができる数少ない人物。当初は逸人に不信感を抱き、今でも予想外の行動ばかりする彼に説教している。基本的に神経質で硬派な人物だが、落ち込んでいる逸人に声をかけるなど、優しい一面もある。モブではない登場人物の中で、郁に並ぶ、貴重な常識人の部類。
才崎 美徳（さいざき みのり）
常伏中学校2年A組担任。担当科目は体育。25歳。巨乳美人で生徒からの人気は高く、一部の生徒から「みのりちゃん」と呼ばれている。特技は柔道で、学生時代にインターハイに出場した程の腕前を持つ。生真面目かつ短気な性格で口うるさい。しかし、普段は気丈に振舞っているものの内面はかなり繊細な性格であり、自分が厳しくしたことで生徒や他の教師からどう思われているかをいつも気にしている。その責任感の強さと精神力の脆さから「裁断」に取り憑かれてしまった。当初、逸人を怖い人と思っていたが、病魔の件があってから密かに好意を抱くようになった。
沙織（さおり）
常伏中学の前養護教師。結婚するため、生徒から惜しまれつつ退職した。
伊藤（いとう）
常伏中学の国語担当の教師。普段は面白くて、優しい性格。女子に人気がある。「挑発」に挑発フェロモンを移植され、真哉に気絶される。
飯田 米菓（いいだ まいか）
常伏中学の家庭科担当の教師。
円 正数（まどか まさかず）
常伏中学の数学担当の教師。やや意地悪な性格で、髪型は七三分けであり、眼鏡を掛けている。髪型から七三野郎と呼ばれることも。
大海原 航（おおうなばら わたる）
常伏中学の社会担当の教師。週刊少年ジャンプに詳しく、林間学校のオリエンテーションでは眼帯を付けた海賊の格好をしていた。オリエンテーション課題の世界史の問題も少年ジャンプからの出題。しかし、ジャンプを創刊号から読んでいた千歳に返り討ちにされた。
絶花 療治（たちばな りょうじ）
24歳。教育方針はムチ10割。牙のような八重歯が特徴。常伏中学のカウンセラーを務めており、ざっくばらんながら、言いたいことをはっきりと言う性格から、生徒からの人気は高かった。赴任当初は逸人を養護教諭として認めなかったが、身体を張って生徒を病魔から救う彼の姿を見て、考えを改めた。素は休日には必ず母親と過ごすことを日課にしているマザコンで、寂しがり屋な喪男でもある。神経質である分世話を焼きたがる。

### サロン・ユグドラシル
蛇頭 鈍（へびず にぶる）
サロン「ユグドラシル」の経営者兼スタイリスト。逸人の同級生で旧友。ウェーブのかかった髪で右眼が隠れており、蛇柄のネクタイを着用しているグラマーな美女。 気だるげな話し方をする。女の子や子どもが好き。本業のサロンを営む傍ら、病魔に悩む人間の治療もしている。彼女の役目はカウンセリングを通して患者を「催眠状態」にすることであり、病魔の捕獲は相棒の経一が行う。経一と共に逸人を病魔から解き放とうとしているが、病魔を利用して大事な人を護ろうという自己犠牲的な考え方を頑なに変えようとしない逸人に業を煮やし、袂を分かっていたが、「SICKs」事件後は逸人の意思を尊重するようになり、「冷血」には出来る限り感情を食べるなと頼んでいた。
伊賦夜 経一（いぶや けいいち）
サロン「ユグドラシル」の従業員兼用心棒。鈍と同じく逸人の旧友の色黒で筋肉質な青年。感情を露骨に顕わしてしまう熱血漢で、クールな鈍とは正反対の性格。後先考えず突っ走るタイプなので、知り合いからは結構ぞんざいな扱いを受けているようである。「抽出銃」を用いて病魔退治をするのが生業で、その反動に耐えるだけの屈強な体つきを持っているが、肝心の「抽出銃」を忘れるなどドジな面もある。男らしさについて悩む刀哉の相談にのるなど面倒見の良い一面も持ち、子供好き。しかし、昼間からパチンコに行くなどの行為からニート扱いされることもある。鈍に好意を寄せており事あるごとにアプローチするが、適当にあしらわれている。しかし、後に生活改善をしたことで鈍と婚約し、子沢山の父親になる。
鏡一（きょういち）、玉一（たまいち）、剣一（けんいち）
最終診で登場した経一と鈍の子供。三つ子で三人とも経一にそっくりで、一人は常に泣いている。

### SICKs
「救済団体」を標榜する、罹人で構成されている集団。自身の欲望を解放した状態こそが人間の幸福の在り方だと主張し、常伏町に病魔を氾濫させようと暗躍している。メンバーは、カナダの学者ジョン・アラン・リーが提唱する「6つの愛」を名乗っている。
元々は、普通の枠に収まらないために孤独を感じていた明羅のために、「普通でないために苦しんでいる人たちと友人になる」ことを目的に、真理也が結成を発案した。事件解決後、解散したかどうかは明らかになっていない。
狂愛（マニア） / 荊 明羅（いばら あきら）
SICKsのリーダー格である、長髪の男。宿している病魔は「忘失」。人間に病魔を宿すことで救おうと考えている。
当初は「真理也の偽者」として登場。プライドが高く、独り善がりな性格。SICKsのメンバーを道具同然に扱うことは勿論、唯一の理解者である兄・真理也に対する非道な行いも躊躇なくできる。
中学時代、多方面で活躍する天才として持て囃されていたが、天才ゆえの孤独感から生じたストレスを兄への虐待で解消していた。「明羅」としての人生から逃れるため、「忘失」で他人の記憶を消し、「真理也」としての人生を送っていた。真理也の発案で結成されたSICKsを、「普通」の排斥のために利用するが、逸人らによって失敗、「忘失」を喰われ廃人同然となる。
友愛（ストーゲ） / 王 宇宙（ウォン ユジュウ）
SICKsの一員である、黒人系中国人の易者。宿している病魔は「隣人愛」。無用な争いを好まず、卑劣な者は仲間であっても許さない。
真理也の考えに共感してSICKsに入団。しかし明羅やルダスの行いを見た結果、ルダスと戦う経一に協力する。第85診では「隣人愛」の異空間にルダスを幽閉するため、同じく異空間にいるが、その後の消息は描写されていない。
美愛（エロス） / 美咲 ひかる（よしざき - ）
SICKsの一員である、美少女のような外見をした美少年。宿している病魔は「美意識」。明るくフランクな性格だが、他人に対して好き嫌いをハッキリ言う面がある。美愛を「ミーア」と読ませた形でネットアイドルをやっている。
美しいものと可愛いものを好み、自身も少女のような格好をするようになった。そんな自分を疎外する「普通」という考えを強く嫌っており、特に性別を間違えた者に対しては凄まじい怒りを見せる。自分を「普通の男の子」と言い切る真哉に心を強く動かされ改心、真哉たちが「抽出銃」を奪い返したことを仲間に報告しなかった。
事件解決後はSICKsから離脱し、真哉と友達になり常伏中の生徒となった。
遊愛（ルダス） / 艶堂 瞬（えんどう しゅん）
SICKsの一員である、常伏町のネオン街にあるクラブのホスト。誕生日は3月16日。宿している病魔は「刹那主義」。女好きでノリが軽いが、性格は刹那的で、他人を徹底的に利用し犠牲にすることも厭わない卑劣漢でもある。また、自身に逆らう者のプライドをへし折り、媚びへつらわせる事を喜びとしている。SICKsに入団したのも「楽しそうだから」という理由である。
「刹那主義」を駆使した卑劣な戦法で経一を圧倒するが、ストーゲに見限られたことで形勢が逆転し、経一に叩きのめされ敗北。その後「隣人愛」の異空間に幽閉される。
利愛（プラグマ） / 豪徳寺 利貨子（ごうとくじ りかこ）
SICKsの一員である修道女。宿している病魔は「損得勘定」。短気かつ好戦的な性格で口は悪く、お金に対してかなり貪欲である。弱い相手には徹底的に残忍・冷酷だが、自分より強いと見ると一変して卑屈な態度をとる。
ストーゲと共に逸人を狙い、経一と戦闘になる。「損得勘定」の能力で経一を苦戦させるも、「魔煙草」を使用した彼に敗北、戦闘不能に陥った上、常に不幸に見舞われる身になってしまう。その後、不幸から逃れるために逸人に懇願し、自ら「損得勘定」を手放した。
神愛（アガペ） / 荊 真理也（いばら まりや）
SICKsの一員である、長髪の少年。宿している病魔は「自己犠牲」。自己犠牲の精神を持つ、温和な性格の持ち主。
中学時代は、弟・明羅や不良などに暴行される日々を送っており、その際に逸人と出会い、友人となった。他人のストレスを暴力で解消させることができる強い肉体を望み、「自己犠牲」に罹る。明羅のためにSICKsを結成したが、暴走する彼を見て口を閉ざすようになった。「自己犠牲」の影響で成長が止まり、現在では幼児のような姿となっている。事件解決後「自己犠牲」は手放したと思われるが、最終診でも子供の姿のままだった。
五年後の最終診では常伏中学校で療治の助手を務めており、生徒からの人気は高く、「カウンセリング室の天使」と呼ばれている。逸人とは今でも友人として接しており、尊敬している。

### 常伏中生徒の家族
明日葉家
明日葉 頼子（あしたば よりこ）
郁の妹。物怖じしない性格で、背伸びした一面を見せる。兄とは「喧嘩するほど仲が良い」関係で対等に接している。しおりとは「寂声」事件で、操とはアヌビスの事件で出会って以降大の仲良し。五年後の最終診では常伏中学1年生になっている。
母
ごく平凡な主婦で、息子同様、心配性の性格。息子と将来を嘆いたり、娘と諍いを起こしたりする。
父
ごく平凡なサラリーマン。似た者親子でもあり、郁を大人にさせたような容姿。

藤家
高級老舗料亭「紫藤」を営む。屋敷には「藤家要人お行儀養成プログラム」が設置されており、敷地内でお行儀の悪い行いをするとお仕置きの罠を受ける。
藤 山蔵（ふじ さんぞう）
麓介の兄。19歳。藤家の長男兼跡取り息子。麓介とは歳が離れているため、親子とよく勘違いされるとのこと。麓介には幼い頃から「山蔵」と呼び捨てで呼ばれている。生真面目で責任感が強いが、臨機応変な対応が苦手。また想像の許容範囲を超えた事態に直面すると気絶する。剣術の達人で、居合いの有段者。髪の生え際を気にしているらしく、麓介に「ハゲ」と呼ばれることもある。現役大学生でありながら藤家のしきたりにより結婚しており、娘もいる。
藤 嶺々（ふじ ねね）
山蔵の娘。当初は4巻の山蔵のプロフィールで存在が明かされており、劇中では登場していなかったが、後に最終診で一コマのみ登場。最近覚えた言葉は「ハゲ」。
お婆
藤家の女将。麓介を「（麓）ぼっちゃん」と呼び、優しく接している。麓介が家業に就くことを心待ちにしている。

美作家
美作 蓮江（みまさか はすえ）
蓮太郎そっくりの中年女性。美作家では一番の権力者。
父
高校の教員。家族の中で最も権力が弱い。
姉
警察官。蓮江の次に権力が高い。
弟
家族の中で二番目に権力が弱い。

妹尾家
姉妹は末っ子の弟の龍黄をぞんざいに扱ったために、「禁欲」の犠牲者となった。「禁欲」事件後に姉妹全員で龍黄への謝罪パーティを催したり、第23診のマラソン大会では姉妹揃って応援に駆け付けるなど、弟のことは大切に想っている様子。なお、両親は海外出張を頻繁に行っている。
妹尾 亀花（せのお きっか）
妹尾家長女。OL。サバサバした姉御肌タイプ。龍黄曰く「超、超、ワガママ」な性格。日頃の龍黄への仕打ちが災いし、「禁欲」の最初の犠牲者となった。料理は得意ではない。
妹尾 竜美（せのお たつみ）
妹尾家次女。大学生。おっとりした優しい性格で料理が得意。4人の中では唯一、龍黄をぞんざいに扱うこともなく、常に気にかけているため、龍黄からも一番好かれている（龍黄曰く「やさしい一番マトモ」）。刀哉から「憧れのお姉さん」として見られている。最終診では、結婚して生家を出たことが明らかになっている。
妹尾 虎子（せのお ここ）
妹尾家三女。外見、性格共にボーイッシュ。龍黄のゲーム仲間。
妹尾 雀（せのお すずめ）
妹尾家四女。15歳。わがまま、頑固、意地っ張りと三拍子そろった性格で、龍黄からはもっとも苦手がられている。毒舌家で、龍黄には口ゲンカで負けたことがない。龍黄にお構いなしで下着姿で家を徘徊したり、勝手に龍黄の部屋で遊んでいたりする。素直でない反面、寂しがり屋の一面も見せており、いわゆるツンデレな性格をしている。最終診では漫画家になったらしく、龍黄にアシスタントをさせていた。
花巻家
花巻 繁（はなまき しげる）
43歳。美玖の父。パティシエ。温厚な性格で、花巻家で唯一のしっかり者。家族が揃ってドジな性格の為、日々そのフォローに奔走している。店の手伝いを頼んだ際にやはりドジを連発した美玖に耐え兼ねキレてしまい、「責任感」に罹るが、変装して店を訪れていた逸人によって事なきを得た。
花巻 美木（はなまき みき）
38歳。美玖の母・専業主婦。かなりそそっかしい性格。
花巻 満（はなまき みつる）
17歳。長男で美玖の兄。妹とは対照的に感情的だが、妹同様ドジな一面があり、友人にも「ドジ巻」とあだ名をつけられている。

蜂谷家
蜂谷 夏味（はちや なつみ）
蜜味の母。あかね町の町内会長を務めている。娘同様男勝りな性格。御手本努のことをライバル視している。

本好家
本好 霞（もとよし かすみ）
暦の母。病弱体質。すみれ町の町内会長を務めている。夏味のことが苦手でライバル視している。

御手本家
御手本 努（おてもと つとむ）
学の父。みどり町の町内会長を務めている。本好家をライバル視しており、霞のことを「妖怪ばばあ」と呼んでいた。

### その他
枕木 夢路（まくらぎ ゆめじ）
小さな映画館を経営する老人。7年前に一人娘が自殺して以来、精神を病んでしまい、その1年後に映画館は廃館してしまう。その後病魔「逃避」の罹人となり、夢を持っているが頑張りたくないという人たちに夢を見せていた。「逃避」事件後の詳細は不明。
枕木 希実（まくらぎ のぞみ）
夢路の一人娘。ミュージシャンとして夢に向かって生きていたが、ある時に希望を見失い自殺する。病魔に憑かれた夢路の力で幻影として甦り、自分と同じような人間を映画館へ誘っていた。「逃避」が駆除されたため実体を保つ力を失い、後悔の念を吐露し消滅した。
屋本 しおり（おくもと しおり）
8歳。常伏駅前の書店「異界堂」店主の孫娘。不器用な性格で友達がなかなかできず、いつも1人で人形遊びに興じている。友達が欲しいという願いに反応した「寂声」に取り憑かれ、それをきっかけに美玖や郁の妹・頼子と友達になった。また、アヌビスの事件後に操と仲良くなる。五年後の最終診では常伏中学1年生になっている。
後前田 熱子（うしろまえだ あつこ） / 田本 香代子（たもと かよこ）
18歳。人気アイドルグループ「AKY108」のメンバー。多忙のあまりアイドルとしての生活に嫌気がさし、「普通の女の子」として生活したいと思う気持ちを「運命」につけこまれ、美玖の身体に同化した。「運命」事件後、仕事の数は減らしてもらい、美玖とメール友達になった。
青山（あおやま）
AKY108のマネージャー。あだ名は「ブルマ」（あだ名の由来は「青山」⇒「ブルーマウンテン（英訳）」⇒「ブルマ（英訳の短略）」）。
卑川 鉄生（ひかわ てつお）
37歳。占い師に扮して「長所を当てる」と称し、「劣等感」の力で他人から才能を奪っていた男。幼少時から現在にかけて他人から見下され続け、その恨みから「劣等感」が生まれ、その罹人となった。長所を奪われた、彼を見下していた人々の恨みが顔の表面に現れているため普段はマスクで顔を隠している。己の体はもう限界であり、我が子を偉大にする為、他人から奪った才能を操に与えていた。一人称は「私（あたくし）」であるが感情が高ぶると「俺」になる。極度の人間不信で、非常に用心深く、かつ残忍非道な性格の持ち主。郁たち生徒を監禁し、逸人から「冷血」を操に宿らせることに成功するが、その後、「冷血」を取り戻した逸人に「劣等感」を喰われ、そのまま欲望に関する感情をも食われそうになるが、操に呼びかけられ、逸人に諭される。その後は警察に引き渡された模様。
卑川 操（ひかわ みさお）
9歳。鉄生の実娘。鉄生から児童虐待を受けていたが、鉄生を父親として強く信頼し、どんな犯罪行為であっても鉄生に従っていた。多くの戦闘的な才能を鉄生に与えられながら逸人と戦ったが、そのせいで心身ともにボロボロになり、「劣等感」事件後は病院へ搬送された。中性的な顔立ちのため、逸人や鈍には男の子と間違えられていたが、逸人達と再会した時には女の子らしい外見になった。サロン・ユグドラシルに居候した後、九十九の家に住んでおり、とある一件から頼子やしおりと友達になり、彼女らと同じ小学校に通っている。キャラメルが好物で、キャラメルをくれた経一のことを「キャラメルおじさん」と呼んでいる。鉄生から教わったらしく、ピッキングが得意。五年後の最終診では常伏中学1年生になっている。
淀橋 常夫（よどばし つねお）
「ニコニコ営業インドラ電機」の店長で、通称、“おしぼりの淀橋”。「二枚舌」の力を使った強引な押し売りで荒稼ぎをしていた。貞夫と同姓で、性格も同じだが関係は不明。
山田 小音（やまだ このん）
17歳。「ニコニコ営業インドラ電気」のアルバイト店員で、持ち場を離れると、常夫に殴られる。携帯電話を買いに来た逸人に恐怖心を抱いた。可音と同姓で、性格も同じだが関係は不明。また、彼女とも顔が瓜二つである。
九十九 願造（つくも がんぞう）
63歳。千歳の友人で、千歳とは「じじい」「ばばあ」と呼び合っている仲。山奥に住んでおり、物に宿った感情、「残留思念」を見抜く目を持ち、それらを量産して不思議な「力」を宿すものを作ることができる。「ユグドラシル」に抽出銃の捕獲ボトルを提供している。現在、操の面倒を見ているのも彼である。ブロッコリーのような髪型とゴーグルが特徴。やや過保護な一面がある。
岸辺 下弦朗（きしべ かげろう）
17歳。高校生で、逸人に似ている。みどりに告白ができず、「蜃気楼」に罹る。
斎賀 みどり（さいが みどり）
高校生で、美徳に似ている。下弦朗の幼馴染。下弦朗に取り憑いた「蜃気楼」を抽出銃で捕獲した経一を不審者と思い込んだ。
真昼間 寝一（まひるま しんいち）
23歳。新卒サラリーマン。怠惰な性格の為に「堕落」に取り憑かれる。麓介に「くそリーマン」や「おっさん」と呼ばれ、価値観に大きな影響を及ぼした。作者・藍本の一発キャラの中で断トツのお気に入り。
才崎 善徳（さいざき よしのり）
25歳。漫画家で美徳の双子の兄。「才崎よしのり」というペンネームで漫画雑誌「週刊少年アフロ」にて漫画を連載している。美徳に似て端正な顔立ちだが、欲望に忠実な性格の持ち主で、現在の美徳の生真面目かつ短気な性格を形成させた張本人。作品のインスピレーションを得るために妹の下着を被って「ネタ神」なるものを召喚しようとするなど、変態的行動を取ることが多い上に後ろめたさは全く持ち合わせていない。「想像」に罹り、取材として訪れた常中の生徒に迷惑を掛け、美徳に叩きのめされた後、自信の体験談を漫画にしようとした。
鳥取 雄三郎（とっとり ゆうさぶろう）
善徳の担当編集者。アフロヘアーが特徴。「想像」に罹った善徳の実体験である漫画を見せられ、「何勝手なことしてるの」とダメ出ししていた。
三途川さん（みとがわさん）
願造に飼われている猿。元は林間学校編で千歳が郁に代理として同行させていた猿で、千歳と同じ大きなリボンを着けている。操と仲が良く、宿題を手伝えるなど知能は高い模様。
アヌビス
頼子としおりが通う小学校にすみついていた野良犬。名前はその姿を見た操が犬の神「アヌビス」を連想し命名。ストレスから病魔に罹り、凶暴になっていたが、操と逸人によって事なきを得る。
翔平（しょうへい）
逸人たちが常伏中生だった頃の不良グループのリーダー。経一を「経ちゃん」と呼んでいた。カツアゲしていたところ、逸人に鞄で殴られて鼻を負傷し、前歯も折られた。真理也にも狙いを定めるが再び逸人に返り討ちにされた。

## 病魔
人々の負の感情から生まれ、「悩み」や「迷い」に精神的に耐えられなくなった人間の心につけ込むモノ。その感染方法上、発症者の望みを具現化させる能力を持つことが多い。言葉巧みに人間に取り入り、やがてその人間を支配する宿主となる。一度病魔に罹った人間が再び取り憑かれるパターンは滅多にないが（逸人曰く、一度罹った人間は精神的に一回り成長することが多いため）、病魔に取りつかれた根源（貢広で言えばエロへの執念）が改善されていなければ再び罹ることもある（空間影響型感染においては別とされる）。稀にだが動物が罹ることもある。作中では以下の種類に大別されている。一部の病魔は亜空間を創造することも可能である（「逃避」の「Wishing」等）。

### 病魔の種類
変貌型（へんぼうがた）
感染者の姿や能力を変える病魔。
影響型（えいきょうがた）
感染者の周囲の人間や物体に影響を与える病魔。影響の有無に関しては、感染者の意思によるものと、感染者の意思に無関係なものがある。
空間影響型（くうかんえいきょうがた）
明確な感染者が存在せず、いわゆる「場の空気」によって発生し、不特定多数の人間に影響を与える病魔。感染源が無数にあるので根源を断つことはできないが、簡単に罹るので治るのもまた簡単で、時間が経てば感染元は消滅する。

複合型（ふくごうがた）
感染者の姿を変えつつ、周囲の人間や物体に影響を与える、変貌型と影響型両方の特徴を持つ病魔。

### 病魔一覧
名前及び容姿に脚注のついた病魔は、単行本においてそれが明らかになったもの。
| 病魔名                       | 種類       | 感染者         | 影響者             | 形状                                         | 能力 |
| ---------------------------- | ---------- | -------------- | ------------------ | -------------------------------------------- | --- |
| 冷血（クルエル）             | -          | 派出須逸人     | 病魔感染者         | 髑髏の形状の腹を持つ蜘蛛                     | 人間の感情を食らう。感情の権化である病魔を食べることもできる。                                                                                               |
| 吐露（カース）               | -          | 常伏中女生徒   | -                  | 感染者と同じ顔形                             | 感染者の口内に宿り、汚い言葉を吐いて心を汚す。 |
| 自己愛（ナルキッソス）       | -          | 美作蓮太郎     | 常伏中女子生徒数名 | 花弁の髪を持つ少年                           | 他者を魅了しつつ生気を吸い、感染者の風貌を美しく、内面を醜くする。                                                                                           |
| 挑発（プロヴォーク）         | -          | 鏑木真哉       | 常伏中男子生徒、他 | 人間の腕を象った髪を持つ、ボンデージ衣装の女 | 男性の闘争心を刺激するフェロモンを出す。 |
| 盗人（スティーラー）         | -          | 常伏中男子生徒 | -                  | 風呂敷を背負ったゴブリン                     | 感染者に盗癖を与える。また他者の目をくらませる。 |
| 鬼女（ジェラシー）           | -          | 本好暦         | -                  | 般若の顔を持つ花嫁                           | 感染者の嫉妬を暴走させ、凶暴化させる。 |
| 臆病（チキン）               | 影響型     | 花巻美玖       | 藤麓介             | 幼児の下半身を持つ鶏                         | 感染者と特定の人間の記憶を保ったまま、感染者の目的が成功するまで時間を巻き戻す世界を作り出す。                                                               |
| 禁欲（ストイック）           | -          | 妹尾龍黄       | 常伏中女子生徒、他 | 阿修羅                                       | 性欲を喚起する女性の部位を、モザイク柄のブロックで隠す。 |
| 逃避（エスケイプ）           | -          | 枕木夢路       | 鏑木刀哉、他       | バクのぬいぐるみ                             | 逃避願望のある感染者と他者に、各々の願望が再現された夢を見せる。                                                                                             |
| 覗見（ピーピング）           | -          | 安田貢広       | -                  | 一つ目のカエル                               | 感染者の目が独立したもの。物体を任意ですり抜け、あらゆるものを覗き見る。                                                                                     |
| 五月蝿（パパラッチ）         | -          | 淀橋貞夫       | -                  | カメラのレンズ                               | 感染者の額に憑き、感染者の想像を映像化する。 |
| 寂声（ロンリネス）           | 影響型     | しおり         | 明日葉郁、他       | マリオネットを操る、生首のついた手           | 他者を操る人形を生み出す。 |
| 裁断（ジャッジメント）       | 影響型     | 才崎美徳       | 蓮太郎の雪像、他   | 三対の翼を持つ、裁判官の人形                 | 周囲の物体を操り、不道徳な行動を行った者に体罰を与える |
| 過保護（マザーガード）       | -          | 安田貢広       | -                  | ヒラメ                                       | 感染者を覆い隠し、周囲の風景に擬態する。擬態までの時間が長い。                                                                                               |
| 羨望（エンヴィー）           | -          | -              | 三途川千歳、他     | ハエ                                         | 集合し、キューピッドの形態を取る。潜伏したチョコレートを食べた者を膨張させる。                                                                               |
| 運命（フォルトゥナ）         | -          | 後前田熱子     | 花巻美玖           | 車輪を背負った女                             | 感染者と任意の他者の精神を入れ替える。 |
| 燃焼（バーン）               | -          | 早坂駈         | -                  | 馬の頭とバイクの下半身を持つ男               | 感染者に過剰なエネルギーと運動能力を与える。感染者は動き続けなければ熱量過多で肥大化する。                                                                   |
| 見栄（メイクアップ）         | -          | 機本真綿       | -                  | 四肢がメジャーになったアフロヘアーのオカマ   | 周囲の人間の衣服や物体を、病魔自身のセンスに応じた形態に変える。                                                                                             |
| 怠惰（レイジー）             | -          | 藤麓介         | 麓介の自室         | ナマケモノ                                   | 感染者の感情を独立させて擬人化し、その感情たちに感染者本体の世話と、妨害者の排除を行わせる。 また病魔自身の意思のままに動く空間を作り出す。                  |
| 悪食（バグ）                 | -          | 学生           | -                  | 巨大な口を持つ、一つ目の芋虫                 | 過剰な食欲と、咀嚼能力を感染者に与える。病魔も食欲の対象に入り、その力は「冷血」に拮抗する。                                                                 |
| 春酔（ヌーディズム）         | 空間影響型 | -              | 常伏中生徒、他     | 頭にタンポポを咲かせたマンドレイク           | 他者の羞恥心を薄れさせ、服を脱ぎたくなったり、脱がせたくする。                                                                                               |
| 闘魂（ファイティングオーラ） | -          | 蝶間林薫子     | 鏑木真哉、他       | 王冠を被ったブルドッグ                       | 感染者や他者の強い意志を幻覚に変える。 |
| 整形（スタイルアップ）       | -          | 宗方量         | 花巻美玖、他       | 黒人男性と白人女性のスポーツトレーナー       | 感染者や他者の体型を変える。 |
| 劣等感（ユーズレス）         | -          | 卑川鉄生       | 卑川操、他         | 人面瘡                                       | 他者から才能（長所）や病魔を奪い、感染者や任意の他者に与える。                                                                                               |
| 二枚舌（ライアー）           | -          | 淀橋常夫       | -                  | 口のついた舌                                 | 話術を向上させる。 |
| 夢想（ドリーミング）         | -          | 日暮ふるえ     | -                  | 脳がむき出しの少女と兎耳の骸骨               | 感染者の妄想を幻覚として発現する。 |
| 盲進（ラッシュ）             | 空間影響型 | -              | 安田貢広、他       | 鎧武者                                       | 複数の感染者の意志を統一させ、一つの目的を達成させようとする。                                                                                               |
| 完璧主義（パーフェクト）     | -          | 御手本学       | -                  | キーボードを操る手が生えた立方体             | 感染者を極端な完璧主義に変える。 |
| 男気（ハードロック）         | -          | 鏑木刀哉       | -                  | スカジャンを着たトラ                         | 感染者に「男の心得」と称して無謀な行動をさせる。 |
| 蜃気楼（ミラージュ）         | -          | 岸辺下弦朗     | 蛇頭鈍、他         | 霧状の天狗                                   | 他者の望む幻覚を見せる。 |
| 反目（ライバル）             | -          | 蜂谷夏味       | -                  | ナメクジ                                     | それぞれが様々な手段を使い妨害しあう。 |
| 反目（ライバル）             | -          | 御手本努       | -                  | カエル                                       | それぞれが様々な手段を使い妨害しあう。 |
| 反目（ライバル）             | -          | 本好霞         | -                  | ヘビ                                         | それぞれが様々な手段を使い妨害しあう。 |
| 愛嬌（ラブリー）             | -          | 妹尾雀         | -                  | セクシーな格好をした猫                       | 感染者を異常なほど愛嬌のある性格に変える。 |
| 責任感（リーダーシップ）     | -          | 花巻繁         | -                  | 将校服を着たライオン                         | 感染者を徹底的な管理主義に変える。 |
| 堕落（フォール）             | -          | 真昼間寝一     | -                  | ウサギの顔を持つバニーガール                 | 怠惰な人間に取り憑き、とことん堕落させる。 |
| 想像（イマジネーション）     | -          | 才崎善徳       | 常伏中生徒、他     | -                                            | 感染者の想像を現実化させる。 |
| 破壊（デストロイ）           | -          | 玉越鶏太       | -                  | 鎖を着けた怪獣                               | 感染者に怪力を与え暴れさせる。 |
| 冬将軍（ホーリーナイト）     | 空間影響型 | -              | 派出須逸人、他     | サンタクロース                               | 吹雪を発生させる。 |
| 忘失（オブリビオン）         | -          | マニア         | 派出須逸人、他     | -                                            | 対象の記憶を失わせる。 |
| 損得勘定（ゲインバッカー）   | -          | プラグマ       | -                  | -                                            | 感染者の「生涯の運」を紙幣として具現化し先払いすることで幸運を与える。使い過ぎると、それに見合った不幸が感染者を襲う。                                       |
| 隣人愛（クレイドル）         | -          | ストーゲ       | 明日葉郁、他       | -                                            | 他者を異空間へ招き入れる。外の世界に干渉することはできず、感染者の意志なく外へ出ることはできない。また空間内に感染者が望む外界の情報を映し出すこともできる。 |
| 美意識（ヴィーナス）         | -          | エロス         | 明日葉郁、他       | -                                            | 他者（人間・動物問わず）を自身と同じ姿へと変える。また、自身に病魔の力を集めることで、身体能力を向上させる。                                                 |
| 刹那主義（モーメント）       | -          | ルダス         | 伊賦夜経一、他     | -                                            | 他者を、感染者の思うがままに一瞬だけ操ることができる。ただし、同じ対象に連続使用はできない。                                                                 |
| 自己犠牲（サクリファイス）   | -          | アガペ         | 派出須逸人、他     | 荊が巻かれた聖人                             | 感染者に自身の成長と引き替えにどんな傷でも一瞬で治す能力を与える。                                                                                           |
| 虚言癖（ビッグマウス）       | -          | 淀橋夢有       | -                  | 無数の口                                     | 感染者の流した噂（UMAやオカルト、都市伝説など）を現実化させる。                                                                                              |

## 用語

### 学校
物語で出てきた学校を述べる。
常伏中学校（とこふしちゅうがっこう）
逸人が保険医を務めている中学校で、校長は千歳。通称「常中」。制服は男子はファスナー留め型の学生服、女子はブレザー。第10診での逸人の「公務員のアルバイトは禁止されていたと思うんですけど…」という発言から公立校であることがうかがえるが、給食が存在しないほか、麓介の発言から、中学なのに「赤点」が存在することがうかがえる。
比良坂学園（ひらさかがくえん）
龍黄が当初通っていた、根多切区の中学校。作中での龍黄の発言により男子校であることが分かる。通称「ヒラ学」。天下の不良校として有名だったが真哉に叩きのめされて以来沈静化、他の不良になめられている。
紺翠女学院（こんすいじょがくいん）
妹尾家四女・雀、常伏中へ転校してくる前の真哉が通っていた。根多切区の中学校。名前からわかる通り女子校である。
根多切中学校（ねたきりちゅうがっこう）
常伏中へ転校してくる前の刀哉が通っていた、根多切区の中学校。共学。

### 病魔関連
罹人（かかりと）
自身の精神や肉体を病魔に差し出す代わりに病魔の力を手に入れた人間の総称。
思念体
使用者の思念が強く、その者の思いが宿ってしまった物質、及びそれを加工・参考にしてできた物の総称。後述の「抽出銃」も思念体の一種を装填して使用する物である。
Wishing
病魔「逃避」の能力により生み出された仮想空間。意識を取り込んだ者の望む物や能力などを検索し、それを夢として叶える。
怠惰の庭
病魔「怠惰」の能力により生み出された異空間。 現実世界とはエレベーター（らしきもの）でつながっており、その中では感染者から追い出されし「感情」たちが生活していて、感染者の面倒も見ている。なお、エレベーター、空間、「感情」共に、感染者の性質に影響される。
サロン・ユグドラシル
鈍と経一が営むヘアーサロン。通常の営業の傍ら病魔退治も行うが、本来副業である病魔退治の方が世間に広まっている。逸人のように病魔を消滅させることはできないため、「抽出銃」で捕獲・幽閉している。
抽出銃（サンプリングガン）
病魔の感染者から病魔を文字通り「抽出」する道具。逆に、抽出した病魔を、人間に感染させることもできる。使用の際、使用者に物理的な反動が生じるため、腕力のある経一が主に使用する。
抽出された病魔は、他者を封じ込める思念体の鏡「虚像の姿見」から作られた「抽出ボトル」に封じ込められる。
魔煙草（エビル・シガレット）
経一が所有する煙草型のアイテム。火をつけて煙を吸うことで、思念体を身体に宿し、驚異的な身体能力を得られる。代償として、使用者の寿命が削られる。

## 編集者
- 服部雄二郎[14]

## 書誌情報
藍本松 『保健室の死神』 集英社〈ジャンプ・コミックス〉、全10巻
- Vol.1 ウワサのハデス先生 2010年2月9日第1刷発行（2010年2月4日発売）、ISBN 978-4-08-870005-2
- Vol.2 アンチ・ハニー・トラップ 2010年4月7日第1刷発行（2010年4月2日発売）、ISBN 978-4-08-870030-4
- Vol.3 チョコレート・コンプレックス 2010年6月9日第1刷発行（2010年6月4日発売）、ISBN 978-4-08-870055-7
- Vol.4 サロン・ユグドラシル 2010年8月9日第1刷発行（2010年8月4日発売）、ISBN 978-4-08-870092-2
- Vol.5 ウワサのあやしい占い師 2010年10月9日第1刷発行（2010年10月4日発売）、ISBN 978-4-08-870117-2
- Vol.6 波乱の林間学校 2010年12月8日第1刷発行（2010年12月3日発売）、ISBN 978-4-08-870152-3
- Vol.7 白熱!町内運動会 2011年3月9日第1刷発行（2011年3月4日発売）、ISBN 978-4-08-870179-0
- Vol.8 再会 2011年5月7日第1刷発行（2011年5月2日発売）、ISBN 978-4-08-870225-4
- Vol.9 追憶 2011年7月9日第1刷発行（2011年7月4日発売）、ISBN 978-4-08-870260-5
- Vol.10 まだまだウワサのハデス先生 2011年10月9日第1刷発行（2011年10月4日発売）、ISBN 978-4-08-870287-2

## ヴォイスコミック
原作第2話・第3話にあたるストーリーが集英社のヴォイスコミック「VOMIC」として、2011年2月にジャンプ専門情報番組『サキよみ ジャンBANG!』にて放送され、同年3月からVOMIC公式サイトで配信された。
キャスト
主要担当声優は上述。ここではそれ以外のキャストについて記述する。
- 病魔 - 友永朱音

## 読み切り版
赤マルジャンプ2009SPRINGに掲載。Cカラーの作品。発表から10年以上の時を経て『青 -藍本松短編集-』上巻に収録された。

### あらすじ
常伏中学校転入一週目の明日葉郁は、体育の時間、サッカーボールが顔に当たってケガをしたことにより保健室に行くように担任に言われる。しかし、その保健室には奇怪なオーラの養護教諭がいて……!?